# Volksbank Westerkappeln-Saerbeck
Die Volksbank Westerkappeln-Saerbeck eG war eine deutsche Genossenschaftsbank mit Sitz in der nordrhein-westfälischen Gemeinde Westerkappeln  im Kreis Steinfurt.

## Geschichte
Die Volksbank Westerkappeln-Saerbeck eG ging im Jahr 2019 aus der Fusion der Volksbank Westerkappeln-Wersen eG und der Volksbank Saerbeck eG mit dem Sitz in Saerbeck hervor.
Am 3. November 1887 versammelten sich 49 honorige und weitsichtige Landwirte, Bürger und Geschäftsleute aus Westerkappeln und hoben die „Spar- und Darlehnskasse Westerkappeln“ aus der Taufe. Die Eintragung in das Genossenschaftsregister beim Amtsgericht Tecklenburg fand am 10. Januar 1888 statt.
Einige Jahre später haben 46 Saerbecker Bürger ähnliches getan, als sie am 26. Mai 1895 den „Saerbecker Spar-und Darlehnskassenverein eingetragene Genossenschaft mit unbeschränkter Haftung“ gründeten.
Im Jahr 2024 fusionierte die Volksbank Westerkappeln-Saerbeck eG mit der Volksbank GMHütte-Hagen-Bissendorf eG zur Volksbank Düte-Ems eG.

## Rechtsverhältnisse
Die Volksbank Westerkappeln-Saerbeck eG war im Genossenschaftsregister beim Amtsgericht Steinfurt unter GnR 157 eingetragen.

## Organisationsstruktur
Rechtsgrundlagen waren das Genossenschaftsgesetz und die durch die Generalversammlung beschlossene Satzung. Organe der Bank waren der Vorstand, der Aufsichtsrat und die Generalversammlung.

## Sicherungseinrichtung
Die Volksbank Westerkappeln-Saerbeck eG war der amtlich anerkannten Sicherungseinrichtung des Bundesverbandes der Deutschen Volksbanken und Raiffeisenbanken GmbH und der zusätzlichen freiwilligen Sicherungseinrichtung des Bundesverbandes der Deutschen Volksbanken und Raiffeisenbanken e.V. angeschlossen.

## Geschäftsausrichtung
Die Volksbank Westerkappeln-Saerbeck eG betrieb das Universalbankgeschäft. Im Verbundgeschäft arbeitete sie mit der DZ Bank, R+V Versicherung, Bausparkasse Schwäbisch Hall, Teambank, VR Smart Finanz, DZ Hyp und der Union Investment zusammen.

## Geschäftsgebiet
Das Geschäftsgebiet lag im Osten und im Zentrum des Kreises Steinfurt.
An diesen Orten betrieb die Bank Filialen:
- Westerkappeln (Hauptstelle, jur. Sitz)
- Saerbeck (Geschäftsstelle)
- Wersen (SB-Geschäftsstelle)